# إبيابوي بيكر
إبيابوي بيكر (بالإنجليزية: Ebiabowei Baker)‏ (30 يناير 1994 بنيجيريا - ) هو لاعب كرة قدم نيجيري في مركز الدفاع. شارك مع منتخب نيجيريا لكرة القدم. أما مع النوادي، فقد لعب مع بايلسا يونايتد ونادي دولفينز وNembe City F.C. ‏.

## وصلات خارجية
- إبيابوي بيكر على موقع قاعدة بيانات كرة القدم.إي يو (الإنجليزية)